# Fredric Steinkamp
Fredric Steinkamp (* 22. August 1928 in Los Angeles; † 20. Februar 2002 in Santa Monica, Kalifornien) war ein US-amerikanischer Filmeditor.
Der Sohn eines Angestellten der Produktionsfirma Fox hatte Marketing an der Universität seiner Heimatstadt, der UCLA, studiert und in den Schul- und Semesterferien das Filmgeschäft von der Pike auf kennengelernt.
1952 begann Steinkamp als Schnittassistent bei der MGM und stieg zum Jahresbeginn 1960 zum Editor auf. In den folgenden dreieinhalb Jahrzehnten fertigte Steinkamp die Endfassung einer beträchtlichen Anzahl von hochwertigen Unterhaltungsproduktionen im klassischen, schauprächtigen Hollywood-Stil an, darunter mehrfach Inszenierungen des Regisseurs Sydney Pollack. Für seine Arbeit an dem Formel-1-Rennfahrerfilm Grand Prix, der am ehesten dank der raschen Schnittfolge der Rennsequenzen zu überzeugen wusste, konnte der Editor zusammen mit seinen Kollegen Frank Santillo, Henry Berman und Stu Linder einen Oscar in Empfang nehmen. Es folgten vier weitere Nominierungen.
In den 1970er Jahren lernte Steinkamp seinen Sohn William Steinkamp an und arbeitete mit ihm, als gleichberechtigten Co-Editor, bei all seinen Filmen zwischen 1979 und 1993 eng zusammen. Nach seiner Arbeit an der Neuverfilmung von Billy Wilders Romanzen-Klassiker Sabrina zog sich Fredric Steinkamp ins Privatleben zurück. Ein Jahr vor seinem Tod wurde Steinkamp mit dem ACE Career Achievement Award für sein Lebenswerk ausgezeichnet.

## Filmografie
- 1960: Abenteuer am Mississippi (The Adventures of Huckleberry Finn)
- 1960: Dazu gehören zwei (Where the Boys Are)
- 1960: Der Fehltritt (Two Loves)
- 1962: Mein Bruder, ein Lump (All Fall Down)
- 1962: Zeit der Anpassung (Period of Adjustment)
- 1962: Ob blond – ob braun (It Happened at the World’s Fair)
- 1963: Sonntag in New York (Sunday in New York)
- 1963: Goldgräber-Molly (The Unsinkable Molly Brown)
- 1964: Rasch, bevor es schmilzt (Quick, Before It Melts)
- 1965: Millionenraub in San Francisco (Once a Thief)
- 1965: Duell in Diablo (Duel at Diablo)
- 1966: Gesicht ohne Namen (Mister Buddwing)
- 1966: Grand Prix
- 1966: Doktor – sie machen Witze (Doctor, You’ve Got to Be Kidding)
- 1967: The Extraordinary Seaman
- 1967: Charly
- 1968: Gestatten, das sind meine Kohlen! (Midas Run)
- 1969: Blutige Erdbeeren (The Strawberr Statement)
- 1969: Nur Pferden gibt man den Gnadenschuß (They Shoot Horses, Don’t They?)
- 1969: Keiner killt so schlecht wie ich (A New Leaf)
- 1970: Marriage of a Young Stockbroker
- 1973: Der Superschnüffler (Freebie and the Bean)
- 1974: Yakuza (The Yakuza)
- 1974: Die drei Tage des Condor (Three Days of the Condor)
- 1976: Bobby Deerfield
- 1976: Und morgen wird ein Ding gedreht (Harry and Walter Go to New York)
- 1977: Fedora
- 1979: Die Machtprobe (Hide in Plain Sight)
- 1979: Kagemusha – Der Schatten des Kriegers (影武者) (US-Version)
- 1982: Tootsie
- 1983: Gegen jede Chance (Against All Odds)
- 1984: White Nights – Die Nacht der Entscheidung (White Nights)
- 1984: Jenseits von Afrika (Out of Africa)
- 1986: Die Nacht der Abenteuer (Adventures in Babysitting)
- 1987: Die diebische Elster (Burglar)
- 1988: Die Geister, die ich rief … (Scrooged)
- 1989: Die fabelhaften Baker Boys (The Fabulous Baker Boys)
- 1990: Havanna
- 1991: Die Katze und der Fuchs (Man Trouble)
- 1992: Blood in, Blood out – Verschworen auf Leben und Tod (Bound by Honor)
- 1993: Die Firma (The Firm)
- 1995: Sabrina